# Tepuka
Tepuka Óceánia legnagyobb korallzátonya. Fongafaletól 18 km-re nyugatra, Funafuti északnyugati részén. A terület Tuvaluhoz tartozik. A sziget két kis sziget Tepuka Vili Vili és Te Afualiku között fekszik. Északról a Te Namo lagúna határolja.